# Гаврилов Ігор Михайлович
Ігор Михайлович Гаврилов (рос. Игорь Михайлович Гаврилов; нар. 12 травня 1972, Псков, РРФСР) — радянський та російський футболіст, півзахисник.

## Життєпис
Вихованець псковського футболу. Грав у дитячій команді разом з Дмитром Аленічевим. Декілька років провів за місцевий «Машинобудівник». У 1994 році разом з партнером Андрієм Аленічева і головним тренером команди Володимиром Косоговим отримав запрошення з Хорватії від клубу «Самобор». Згодом вони перебралися в бельгійський «Генк». У 1996 році Гаврилов провів шість матчів за колектив хорватської вищої ліги «Славонія».
Потім повернувся в Росію, де декілька років виступав за команди з Другого дивізіону.